# República Socialista Soviètica Autònoma de Carèlia
La República Socialista Soviètica Autònoma de Carèlia (en rus: Каре́льская Автоно́мная Сове́тская Социалисти́ческая Респу́блика (Karélskaia Avtonómnaia Sovétskaia Soitsialistítxeskaia Respúblika) o КАССР (KASSR); en finès: Karjalan autonominen sosialistinen neuvostotasavalta o KASNT) fou una república autònoma de la Unió Soviètica. De 1940 a 1956, el territori annexat de Finlàndia fou incorporat a l'RSSA de Carèlia per a formar la República Socialista Soviètica Carelo-Finlandesa, que tenia estatut de república a l'estructura federal de la Unió Soviètica. Només un 10% de la població de la regió era d'origen ètnic carelià o finlandès.

## Història
Després de la revolució de 1917, s'hi organitzaren soviets, el primer a Olonets el 5 de juliol del 1917. Pel novembre del 1917 els soviets de Soroka, Sumpoad, Engozero i l'illa Popov assumiren el poder a Carèlia. El 4 de gener del 1918 s'apoderaren de Petrzavodsk i més tard d'Olonets, Podozh i Povenets (febrer) i Kem’ (març). Tanmateix, el Nord del país fou conquerit pels finlandesos independentistes l'estiu del 1918, alhora que les tropes franco-nord-americanes ocuparen Pomor'e, des d'on volien donar suport la campanya del general rus blanc Judenitx contra Petrograd, qui s'enfrontà als soviètics a Olonets (maig), Petrozavodsk i Vidlista (juny) i Lizhma (setembre). A finals del 1919 els soviètics recuperaren el sud del país, i el març del 1920 tota Carèlia.
El 8 de juny del 1920 el Comitè Executiu Central de Tota Rússia creà una Óblast Autònoma, la Comuna de Treballadors Carelians, amb els districtes habitants pels carelians a Olonets i Arkhànguelsk. El febrer del 1921 se celebrà el I Congrés dels Soviets de Tota Carèlia, i el 26 d'abril Lenin els garantí suport per a llur desenvolupament econòmic. Així, el setembre s'organitzaria el Comitè de l'Oblast Carelià del Partit Bolxevic. També es va crear un Oblast Autònom Carelià a Tver (Olonets) i D. V. Bubrikh va fer esforços per la normalització del finès carelià, tot i que aquesta versió de l'idioma mai no fou gaire popular. Però l'autonomia fou abolida el 1937.
Tanmateix, l'octubre del 1921, aprofitant una revolta de pagesos carelians, les tropes finlandeses ocuparen el país amb 6.000 soldats, fent-se forts a Porozero, Kokosalima, Onalga, Maslozero, Rugozero i Tunguda. Pel desembre del 1921 augmentaren a 8.500 soldats però, malgrat fer-se forts a Ukhta, pel febrer del 1922 foren expulsats definitivament del país.
Pel Tractat de Tartu del 1920, l'URSS reconegué la independència de Finlàndia i aquesta va renunciar a reivindicar Carèlia. El 23 de juliol del 1923 adquirí l'estatut de República Socialista Soviètica Autònoma (Karjala ASSR) i se li afegiren alguns districtes russos, però la base era la comuna de treballadors carelians. El carelià esdevé oficial als escoles i se'n fan llibres de text, i des del 1925 s'hi implanta l'economia planificada. Així s'hi construïren les papereres de Kondopoga (1929) i Segezha (1938); el 1933 s'iniciaren les obres del canal que uneix el Mar Bàltic i el Mar Blanc, i a finals del 1935 l'economia quedà gairebé totalment col·lectivitzada. El juny del 1937 l'11è Congrés de Soviets de Carèlia adoptà una constitució calcada de la soviètica. El 1930 la propaganda soviètica per a "construir el socialisme en Carèlia" va fer que s'hi establissin al país 12.000 finlandesos de Finlàndia i 5.000 dels EUA de la Finnish Workers Association. I no se'n va lliurar de les purgues estalinianes, que afectaren al comunista finlandès Eero Haapolainen (1880-1938) que havia ocupat càrrecs a Carèlia, a Arvo Tuominen, cap del PCF i membres del presidium de la komintern fins al 1939, el cap del Sovnarkom E. Gyulling, el primer secretari del partit G. Rovio, i als escriptors Jalmari Virtanen, Ragnar Rusko, Eemeli Parras i altres. Molts d'ells foren torturats i assassinats. Els confiscaren la maquinària i estalvis, i uns 20.000 foren enviats a la presó considerats com a espies potencials.
Quan les tropes soviètiques atacaren Finlàndia el 1939, la república esdevindrà base de la República Socialista Soviètica Carelo-Finlandesa, estatut que mantindrà fins al 1956 sota la direcció d'Otto Kuusinen. El 1958 perdé l'estatut de RSS i tornarà a ser RSSA de Carèlia, un cop els soviètics renunciaren a incorporar Finlàndia al seu territori. Des del 1950 es va anar reconstruint l'economia per arribar al nivell de la preguerra, i des del 1960 es van establir al territori més immigrants, cosa que farà minvar gradualment l'element carelià a la república, sobretot a les ciutats. Amb la caiguda de la unió soviètica es constitueix la República de Carèlia.